# Nesameltus vulcanus
Nesameltus vulcanus är en dagsländeart som beskrevs av Terry Hitchings och Arnold H.Staniczek 2003. Nesameltus vulcanus ingår i släktet Nesameltus och familjen Nesameletidae. Inga underarter finns listade i Catalogue of Life.